# Сергеевка (Великолепетихская поселковая община)
Сергеевка (укр. Сергіївка) — село в Великолепетихской поселковой общине Каховского района Херсонской области Украины.
Население по переписи 2001 года составляло 28 человек. Почтовый индекс — 74510. Телефонный код — 5543. Код КОАТУУ — 6521283303.